# Пойнт-Пезешен (Аляска)
Пойнт-Пезешен (англ. Point Possession) — переписна місцевість (CDP) в США, в окрузі Кенай штату Аляска. Населення — 9 осіб (2020).

## Географія
Пойнт-Пезешен розташований за координатами 60°55′23″ пн. ш. 150°41′20″ зх. д. / 60.92306° пн. ш. 150.68889° зх. д. (60.923081, -150.688844).  За даними Бюро перепису населення США в 2010 році переписна місцевість мала площу 108,71 км², уся площа — суходіл.

## Демографія
Згідно з переписом 2010 року, у переписній місцевості мешкали 3 особи в 3 домогосподарствах у складі 0 родин. Густота населення становила 0 осіб/км².  Було 214 помешкання (2/км²).
Расовий склад населення:
| - 100,0 % — білих |

До двох чи більше рас належало 0,0 %. Частка іспаномовних становила 0,0 % від усіх жителів.
За віковим діапазоном населення розподілялося таким чином: 0,0 % — особи молодші 18 років, 100,0 % — особи у віці 18—64 років, 0,0 % — особи у віці 65 років та старші. Медіана віку мешканця становила 56,5 року. 
Цивільне працевлаштоване населення становило 0 осіб. 